# 海兔螺
海兔螺（学名：Ovula ovum），又名卵梭螺，是中腹足目海兔螺科海兔螺属的一种。主要分布範圍北起日本，南至澳大利亚、斐济群岛，以及科科斯群岛、东非、阿曼等地，属于热带生活种类。通常生活于低潮线至水深20米的珊瑚礁间。

## 亚种
- 前凹螺（学名：Prosimnia semperi semperi），Weinkauff于1881年命名。分布範圍北起琉球群岛，南至澳大利亚、斐济，属于暖海产。常见于低潮线附近至水深数十米岩礁质的海底。该物种的模式产地在加里曼丹岛。[2]